# Сарасота-Спрингс (Флорида)
Сарасота-Спрингс (англ. Sarasota Springs) — статистически обособленная местность, расположенная в округе Сарасота (штат Флорида, США) с населением в 15 875 человек по статистическим данным переписи 2000 года.

## География
По данным Бюро переписи населения США статистически обособленная местность Сарасота-Спрингс имеет общую площадь в 9,32 квадратных километров, водных ресурсов в черте населённого пункта не имеется.
Статистически обособленная местность Сарасота-Спрингс расположена на высоте 7 м над уровнем моря.

## Демография
| Год переписи        | Нас.  |  | %±     |
| ------------------- | ----- |  | ------ |
| 1970                | 4405  |  | —      |
| 1980                | 13860 |  | 214,6% |
| 1990                | 16088 |  | 16,1%  |
| 2000                | 15875 |  | −1,3%  |
| 1970–2000 Источник: |       |  |        |

По данным переписи населения 2000 года в Сарасота-Спрингс проживало 15 875 человек, 4469 семей, насчитывалось 6611 домашних хозяйств и 7101 жилой дом. Средняя плотность населения составляла около 1703,33 человек на один квадратный километр. Расовый состав населённого пункта распределился следующим образом: 95,65 % белых, 0,73 % — чёрных или афроамериканцев, 0,23 % — коренных американцев, 0,74 % — азиатов, 0,03 % — выходцев с тихоокеанских островов, 1,34 % — представителей смешанных рас, 1,28 % — других народностей. Испаноговорящие составили 4,78 % от всех жителей статистически обособленной местности.
Из 6611 домашних хозяйств в 28,4 % воспитывали детей в возрасте до 18 лет, 53,2 % представляли собой совместно проживающие супружеские пары, в 11,1 % семей женщины проживали без мужей, 32,4 % не имели семей. 25,5 % от общего числа семей на момент переписи жили самостоятельно, при этом 12,7 % составили одинокие пожилые люди в возрасте 65 лет и старше. Средний размер домашнего хозяйства составил 2,40 человек, а средний размер семьи — 2,87 человек.
Население статистически обособленной местности по возрастному диапазону по данным переписи 2000 года распределилось следующим образом: 22,5 % — жители младше 18 лет, 5,7 % — между 18 и 24 годами, 28,5 % — от 25 до 44 лет, 24,9 % — от 45 до 64 лет и 18,4 % — в возрасте 65 лет и старше. Средний возраст жителей составил 41 год. На каждые 100 женщин в Сарасота-Спрингс приходилось 92,3 мужчин, при этом на каждые сто женщин 18 лет и старше приходилось 87,2 мужчин также старше 18 лет.
Средний доход на одно домашнее хозяйство статистически обособленной местности составил 41 981 доллар США, а средний доход на одну семью — 50 131 доллар. При этом мужчины имели средний доход в 31 418 долларов США в год против 25 227 долларов среднегодового дохода у женщин. Доход на душу населения статистически обособленной местности составил 41 981 доллар в год. 5,2 % от всего числа семей в населённом пункте и 6,9 % от всей численности населения находилось на момент переписи населения за чертой бедности, при этом 10,9 % из них были моложе 18 лет и 1,8 % — в возрасте 65 лет и старше.